# شیردال ۶۱۳۶
سیارک ۶۱۳۶ (به انگلیسی: 6136 Gryphon، نامگذاری:1990YH) شش هزار و صد و سی و ششمین سیارک کشف شده‌است که در ۲۲ دسامبر ۱۹۹۰ کشف شد.
قدر مطلق سیارک برابر ۱۱٫۳۰ است.